# Melendy Britt
Melendy Britt američka je filmska i televizijska glumica. Rodila se u gradu Charlotte a odrasla u Houstonu, u Teksasu. Ima dvije kćeri. 
Započela je karijeru u reklamama a poslije u serijama i filmovima. 2005. otišla je u mirovinu. Njene najpoznatije uloge su u animiranoj seriji She-Ra i Dobro došli, gospodine Chance.

## Poznate uloge
- Kojak - Joan Marly
- Tony Randall Show - Gđa. Jenkins
- Starsky i Hutch - Janice Drew
- Tarzan i super sedam - Batgirl
- Plastic Man - Penny
- Dobro došli, gospodine Chance - Sophie
- Nevjerojatni Hulk - Joan
- Flash Gordorn: najveća pustolovina - Princeza Aura
- He-Man i She-Ra: Tajna mača - Adora/ She-Ra
- She-Ra - Adora/ She-Ra
- Kafić uzdravlje - Roxanne Gaines
- Gilmoreice - Gloria
- Jack i Jill - Cecilia Barrett

## Vanjske poveznice
- Melendy Britt na Internet Movie Databaseu